# Єльцовка (Усть-Калманський район)
Єльцо́вка (рос. Ельцовка) — село у складі Усть-Калманського району Алтайського краю, Росія. Входить до складу Кабановської сільської ради.

## Населення
Населення — 193 особи (2010; 241 у 2002).
Національний склад (станом на 2002 рік):
- росіяни — 98 %